# چوباد
چوباد (به مجاری:  Csobád) یک منطقهٔ مسکونی در مجارستان است که در ناحیه انچ واقع شده‌است. چوباد ۱۱٫۸۵ کیلومتر مربع مساحت و ۶۷۹ نفر جمعیت دارد.